# Ecbatane
Sauf précision contraire, les dates de cet article sont sous-entendues « avant l'ère commune » (AEC), c'est-à-dire « avant Jésus-Christ ».
Ecbatane (ou Hangmatana / Hagmatāna, « La ville des rassemblements ») est une ville de l'Antiquité, identifiée sur le site de l'actuelle Hamadan (ou Hanadhân) en Iran au pied du mont Oronte (Elvend (en)), au sud-ouest de Téhéran.
L'Iran ancien connaissait deux types de plan de ville murée : celles à plan rectangulaire, et celles à plan rond — comme Ecbatane — de type céleste et religieux. Ces villes rondes, dans lesquelles les mages résidaient, étaient appelées « girdh ». On compte ainsi parmi elles Firouzabad, Chiz (Takht-e Soleyman, ville partho-sassanide), etc., à l'inverse par exemple de Bichâpour, sans caractère zoroastrien.

## Étymologie
Ecbatane serait mentionnée sous le nom d’Amadana dans les annales de l'empereur d'Assyrie Téglath-Phalasar Ier (1116-1077), et ce sont les Grecs qui lui donnèrent son nom d'Ecbatane,,. Ce nom est écrit Agbatana dans Eschyle,, Agámtanu par Nabonide. Dans l'inscription de Darius Ier à Béhistoun (Behistun), le nom de la ville apparaît sous la forme Hamgmatāna en vieux-perse, Ag-ma-da-na en élamite et A-ga-ma-ta-nu en Akkadien. Cette inscription est habituellement interprétée comme désignant un lieu d'assemblée : il semble qu'avant même la formation de l'état mède, une sorte d'assemblée du peuple s'y réunissait. Hérodote fait allusion à ce genre de rassemblement mais n'en précise pas le lieu,.
Il n'est pas du tout fait mention du nom Hagmatana dans les sources assyriennes. Par contre, il y est souvent mentionné une ville du nom de Sagbita (ou Sagbat), ce qui fait suggérer à certains spécialistes que Sagbita a été une première forme de la Ecbatane / Hagmatana mentionnée par les Grecs et les sources achéménides. La Sagbita des sources assyriennes serait située à proximité des villes de Kishesim (Kar-Nergal) et Harhar (Kar-Sharrukin). Elle est également mentionnée dans les livre d'Esdras, livre de Judith et livre de Tobit, qui font partie de la Bible. Sept villes ont eu pour nom Ecbatane, dont quatre en Perse, cela suggère que ce nom désigne simplement une capitale ou une ville royale. Ecbatane / Hamadan (Iran), ne doit pas être confondue avec Ecbatane / Hamath (Syrie), où Cambyse II est mort selon Hérodote.

## Histoire

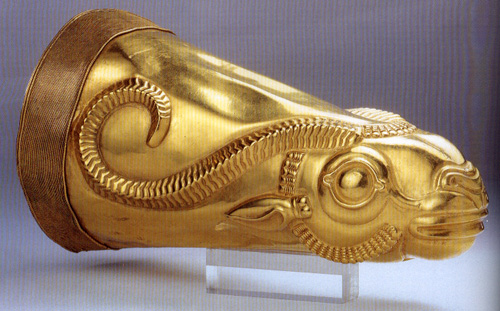
Rhyton d'or achéménide trouvé à Ecbatane (musée national d'Iran).

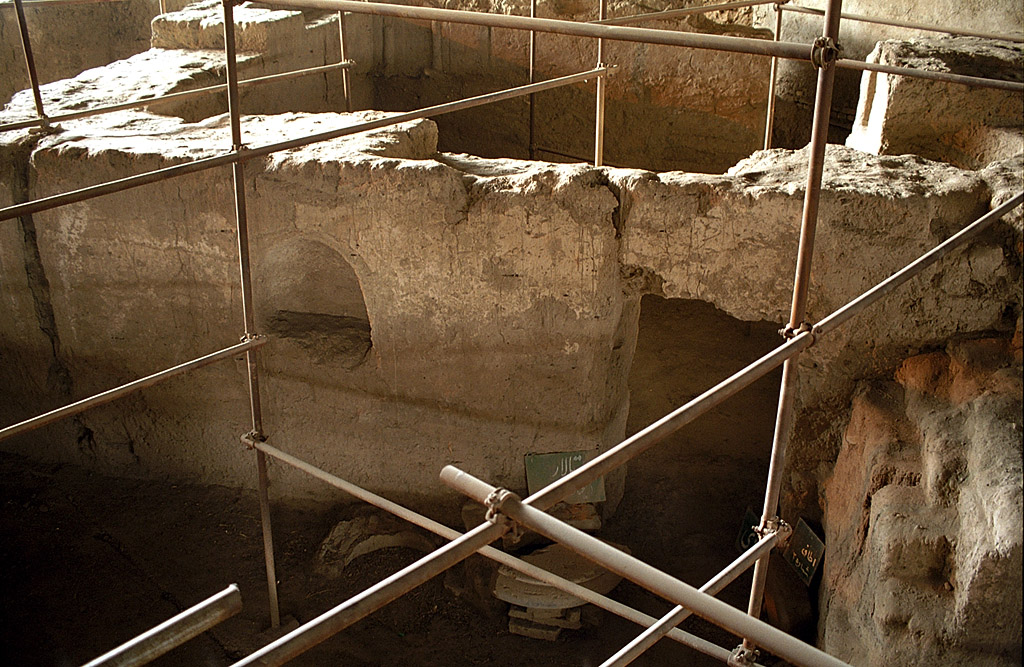
Une maison d'Ecbatane.

Ecbatane devient la capitale des Mèdes (succédant ainsi à Pasargades) à la fin du VIIIe siècle av. J.-C. sous le règne du fondateur de l'empire mède Déjocès (728-675). Elle conserve ce statut jusqu’à la prise de la ville en 549 par le roi perse Cyrus II le Grand (558-528) ; cette conquête met fin au règne du dernier roi mède, Astyage, puis la capitale perse deviendra Persépolis sous Darius Ier. Les souverains achéménides transforment Ecbatane en capitale d'été.
En 330 av. J.-C., le roi de Macédoine Alexandre le Grand s'en empare, ainsi que du trésor de Darius III qui y était gardé depuis la bataille de Gaugamèles. Lors de son séjour dans la cité, il fait exécuter Bessos et Parménion. En 324 av. J.-C., Héphaestion meurt à Ecbatane à son retour des campagnes en Inde, vraisemblablement victime de la fièvre typhoïde. Après la mort d'Alexandre le Grand, la ville perd toute importance politique et est réduite au rang d’une simple ville d’étape entre le plateau iranien et la Mésopotamie.
Par la suite, elle est plusieurs fois pillée, puis devient sous la domination des Parthes la capitale de la satrapie de Médie. Selon Strabon et Tacite, les rois parthes lui redonnent le lustre de résidence d’été. Au IIIe siècle, elle retrouve son statut de capitale sous la tutelle des Sassanides.

## Postérité
Le site archéologique d'Ecbatane est ajouté à la liste du patrimoine mondial de l'humanité par l'UNESCO en juillet 2024, sous le nom de « Hegmataneh ».